# Onibaba
Az Onibaba (鬼婆) 1964-ben készült fekete-fehér, japán filmdráma, horror. Shindô Kaneto alkotása a Kopár sziget (1960) mellett a rendező legismertebb és legsikeresebb filmjének számít. A történet alapjául egy buddhista mese szolgált, amelyet a rendező még gyerekkorában hallott az édesanyjától. A filmet alacsony költségvetésből forgatták, kis létszámú stábbal. A forgatás helyszíne Inbanuma volt, Csiba prefektúrában. A munka 1964. június 30-án kezdődött, és szeptember 9-én ért véget. A film nagy szakmai és közönségsikert aratott, számos fennmaradt fotón látható, hogy Japánban annak idején hosszú sorok kígyóztak az Onibabát vetítő filmszínházak előtt.

## A cselekmény
|  | Alább a cselekmény részletei következnek! |

Helyszín: a középkori Japán. Egy nádasban két férfi próbál menedéket találni lovas üldözőik elől. A fiatalabbik férfi a sebesült idősebbiket támogatja. Úgy tűnik, sikerült egérutat nyerniük. Kimerülten terülnek el a földön, hogy erőt gyűjtsenek. Kis idő múlva a fiatalabbik felül, az idősebbiket is felülteti. Arra már nem marad idejük, hogy felálljanak: két oldalról egy-egy dárda fúródik a testükbe. Rövidesen megjelennek a tett elkövetői is, egy idősebb és egy fiatalabb nő. Meggyőződnek arról, hogy áldozataik tényleg meghaltak-e, majd levetkőztetik a tetemeket. Ezután lábuknál fogva maguk után vonszolják őket egy gödörig, amelybe beledobják mindkét holttestet. Később a rabolt holmival elmennek az idős Ushihoz, hogy élelemre cseréljék a zsákmányt. Egyik nap egy fiatal férfi állít be a két nő kunyhójába: Hachi a harcmezőről tért vissza, abból a háborúból, ahová az idősebbik nő fiával együtt ment, aki egyben a fiatalabbik férje is volt. Hachi mohón falja az asszonyoktól kapott ételt, a háború szörnyűségeiről mesél, végül kiböki, hogy barátja meghalt. A férfi csodálkozik azon, hogyan bírt életben maradni a két nő ilyen embertelen körülmények között. Nem hiszi el, hogy koldulásból tartották volna fenn magukat, hiszen még a ruházatuk is viszonylag új és szép. Az idősebbik nő erre Hachi öltözékére tereli a szót, a férfi pedig elmondja, hogy megölt egy szerzetest, mert az ő ruhájában nagyobb biztonságban érezte magát.
Másnap a fiatal nő a vízparton mos, amikor megjelenik Hachi, kezében egy nagy hallal. A férfi megint arról kezd beszélni, hogy szerinte a két asszony valójában fosztogatásból él, hiszen mindenki ezt csinálja. Szóba hozza azt is, hogy szerinte a nő túl fiatal még ahhoz, hogy férfi nélkül éljen. Feltűnik az idősebbik asszony, aki gyanakodva figyeli a fiatalokat. Hachi távozni készül, búcsúzóul odadobja a kifogott halat a fiatalasszonynak. Az idősebbik nő azt mondja a menyének, hogy ő még azt is el tudja képzelni, hogy valójában Hachi ölte meg a fiát. Váratlanul harcosok tűnnek fel a túlparton, akik még a vízben is tusakodnak egymással. Egyikőjük a nádas felé úszik, segítségért kiált. Mikor közelebb ér, Hachi keresztüldöfi a dárdájával. A két nő a másik harcos után veti magát, és mikor utolérik, a kimerült férfit vízbe fojtják. Ezután levetkőztetik a halottakat, a tetemeket pedig visszadobják a vízbe. Most Hachi viszi el a rabolt ruhákat és fegyvereket Ushihoz, ám az idős férfi nem fizet túl sokat. Azt mondja, a háború már nem jó üzlet. Este Hachi ismét a nők kunyhójában eszik, az idősebbik nő azonban elutasítja a férfi ajánlkozását, hogy segít nekik a rablásban és az árucserében. Az asszony nemcsak a fia miatt neheztel Hachira, hanem azt is észreveszi, hogy a férfi milyen vágyakozó szemekkel fürkészi a menyét. Miután Hachi elmegy, az idős nő azt tanácsolja a fiatalabbiknak, hogy tartsa távol magát a férfitől.
Következő nap a fiatalasszony vízért megy a partra. Hachi a nádasban elrejtőzve vár rá, de kénytelen távozni, mert újra megjelenik az idősebbik nő. A következő vízhordás alkalmával azonban a fiataloknak sikerül szót váltaniuk, és a férfi határozottan kijelenti, hogy este várja a nőt a kunyhójában. Később az idős nő újra figyelmezteti a menyét, ne hagyja, hogy Hachi behálózza. Éjszaka a fiatal nő felkel, csendben kioson a kunyhóból, majd egyenesen Hachi viskójához rohan a sötétben. Másnap reggel az idősebbik nő látja, hogy a vizeshordó magában áll a vízparton. A fiatalabbik nő kissé távolabb Hachival ölelkezik a nádasban. Amikor ismét beköszönt az éjszaka, a fiatalasszony megint rohan a szeretőjéhez. Ám ezúttal követi az anyósa, aki meglesi a párt. A fiatalok mit sem sejtve ölelkeznek, a nő arról beszél, hogy fél az éjszakai nádasban. Hachi azt feleli, hogy nincs mitől tartania, hiszen a nő az, aki másokat öl meg azért, hogy éljen. Következő nap az idős asszony átmegy Hachihoz. Felajánlkozik neki, ám a férfi visszautasítja. Próbál Hachi lelkiismeretére hatni, hogy ne vessen szemet barátja feleségére, de a férfi erre azt feleli, hogy mindez már nem számít, a barátja halott. A nő ekkor könyörög neki, hogy ne szakítsa el tőle a menyét, mert nélküle nem tud ölni. Hachit azonban ez sem hatja meg.
Az öregasszony ezután más taktikához folyamodik: menyét próbálja meggyőzni ígéretekkel, azzal, hogy a fia mégiscsak visszatér, ha pedig nem, a háború után ő majd talál neki egy nagyon jó férjet. Este a kunyhóban már más húrokat penget, arról beszél, hogy miféle kínok várnak a pokolban a paráznákra. A fiatalasszony ennek ellenére éjszaka újra felkeresi a szeretőjét. Anyósa megint utána indulna, ám ekkor hirtelen egy lándzsa fúrja át a kunyhó falát. Néhány pillanattal később megjelenik egy ijesztő arcú lény. A megrémült nőt azzal próbálja megnyugtatni, hogy rémisztő külseje ellenére ő nem démon, hanem ember, egy szamuráj, aki megszökött a háborúból, de eltévedt a nádasban. Arra kényszeríti az asszonyt, hogy mutassa meg neki a kivezető utat. Elindulnak, elöl az asszony, mögötte néhány lépéssel az ijesztő maszkot viselő szamuráj. A harcos azt állítja, azért viseli a maszkot, hogy szép arca meg ne sérüljön az ütközetekben. Nem hajlandó arra, hogy levegye az álarcot, hiába kéri erre az öregasszony. Amikor a gödörhöz érnek, az idős nő átlép fölötte, a szamuráj azonban a sötétben belezuhan. Mialatt valahol távolabb Hachi és a szeretője boldogan kergetőznek meztelenül az éjszakai nádasban, az idős nő egy kötélen leereszkedik a gödörbe, a halottak közé. A csontvázhalom tetején fekszik a szamuráj. A nő nagy erőlködések árán leveszi róla a maszkot, ám meg is retten a látványtól: a halott férfi arcát visszataszító sebek csúfítják. Aztán mégis kineveti a halottat, hogy lám, végül ebbe a gödörbe került a „szép arcú” szamurájtábornok is, akinek köszönhetően korábban annyi harcos végezte már ugyanitt.
Másnap az öregasszony egyedül indul Ushihoz, elutasítja a menye segítségét. Sőt közli vele, hogy estére sem fog visszaérni. A fiatalasszony sötétedés után boldogan rohanna Hachihoz, ám a nádasban hirtelen megjelenik egy démon, aki elállja az utat. A nő sikítva fordul vissza, és még akkor is reszketve fekszik a kunyhóban, amikor anyósa hazatér. Következő nap a démonokról kérdezi az asszonyt, ám tagadja, hogy azért kíváncsiskodna, mert találkozott volna eggyel. Az idős nő azt mondja, aki semmit nem követett el, annak nem kell félnie a démonoktól. Este az idős nő újra Ushihoz készül. Azt állítja, a napközbeni meleg miatt megy ilyen későn. A fiatalasszony nem bír uralkodni a testi vágyain, melyek felülkerekednek a félelmén, és ismét rohanna Hachihoz. A démon azonban újra megjelenik előtte a sötét nádasban, ezért a nő megint visszafordul. Közben a férfi egyre ingerültebben várja a szeretőjét, aki immár második napja nem jött el hozzá. Másnap estére elromlik az idő, ömlik az eső, az idős nő mégis újra útrakél. Menye megint Hachi kunyhója felé veszi az irányt, a démon viszont megint elállja az útját. A fiatal nő félelme ellenére megpróbálja kikerülni a rémisztő lényt, és kétségbeesetten Hachi után kiabál. A férfi meghallja a kiáltozást, és azonnal a hang irányába rohan. Mikor megjelenik, a démon eltűnik, a szerelmesek pedig újra összeölelkeznek. Hachi nem hisz a démonokban, nem tartja őket Buddha büntetésének, hiszen Buddhában sem hisz. Miután elválnak egymástól, Hachi visszatér a kunyhójába. Egy ijesztő arcú férfit talál a tűz mellett. Néhány pillanatig farkasszemet néznek egymással, majd a jövevény felkapja Hachi földön heverő lándzsáját, és keresztüldöfi vele a férfit.
A fiatal nő visszatér a kunyhóba, és világosságot gyújt. A fényben meglátja, hogy a kunyhó egyik sarkában háttal ül valaki, aki most felé fordul. A démon az. A fiatal nő sikítva menekülne, ám a démon esdeklő hangon megszólal. Az idős asszony az, aki mindent bevall a menyének, és elmondja, hogy nem tudja levenni a maszkot az arcáról, akárhogy erőlködik. A másik nő segítségét kéri. A fiatalasszony eleinte nem akar segíteni, végül mégis hajlandó rá. Előtte azonban kicsikarja az idősebbik nő beleegyezését abba, hogy ezentúl bármikor elmehet a szeretőjéhez, anyósa nem fog acsarkodni egyikükre sem. Hiába próbálja azonban levenni róla a maszkot, neki sem sikerül. Az idős nő ordít a fájdalomtól, ám az álarc meg sem mozdul. Végül a fiatalasszony felkapja a mosáshoz használt sulykot, és azzal csap le a maszkra. Az ütéseket az idős asszony fájdalmas üvöltése kíséri, a maszk alól pedig vér szivárog. Végül az álarc kettéreped, így sikerül letépni az egyik felét az idős nő arcáról. A látványtól a fiatalasszony megrémül: anyósa véres arcát csúf sebek borítják. Az idős nő mit sem sejtve próbál köszönetet mondani menyének, aki azonban „démon”-t sikítva kirohan a kunyhóból. Anyósa kétségbeesetten szalad utána, azt kiabálva, hogy „Ember vagyok, nem démon!” A nádas közepén rejlő gödör fölött a fiatalasszony átugrik…

## Háttér-információk

### Történelmi háttér
A cselekmény a középkorban játszódik, ám az időpont nincs pontosan meghatározva, csupán a szereplők egy-egy elejtett megjegyzéséből lehet behatárolni. A Kamakura időszak (1185–1338) és az Ashikaga időszak (1338–1500) közötti átmenet véres és belpolitikailag zavaros időszakáról van szó, amikor az Ashikaga sógunátus hadserege a Kusunoki sógunátus ellen harcolt. A japán történelemben „Nambokucho”-nak nevezik ezt az időszakot (1336–1392). A konfliktus eredete 1332-re vezethető vissza, amikor vita támadt az utódlással kapcsolatban. 1336-ban az Ashikaga klán – Ashikaga Takauji vezetésével, aki addig a Minamoto dinasztia erős és megbízható hűbérese volt – Komyo császárt ültette trónra, aki lényegében az ország északi részén uralkodott, Kioto volt a székhelye. A törvényes uralkodó, Go-Daigo délre menekült, a Yoshino-hegyre, ahonnan szövetségesei támogatásával az ország déli része felett uralkodott. 1342-ben a két császár megegyezett, de együttesen sem tudták megtörni Ashikaga hatalmát, és az országban hosszú időre a sógunoké lett a tényleges hatalom. Az állandó háborúskodásban viszont az ország teljesen kimerült: éhínség és pestis pusztított, és a nehézségeken a sógunátus sem tudott felülkerekedni. A két rivális sógunátus, az Ashikaga és a Kusunoki is javarészt erőszakkal toborozta hadseregét a parasztokból, akik megfelelő felszerelés és kiképzés nélkül a csatamezőn találták magukat, szerencsésebb esetben hozzájuk hasonlóan felkészületlen ellenféllel szemben. A civil lakosság jelentős része elmenekült a lakhelyéről. Voltak, akik a nádasokban találtak menedéket, és az odatévedő katonák megöléséből és kifosztásából próbálták fenntartani magukat. Akárcsak az Onibaba szereplői.

### A buddhista mese
Shindô filmjének ötlete azon a buddhista mesén alapul, amely angol nyelvterületen A Mask with Flesh Scared a Wife címmel ismert, és a rendező még gyerekkorában hallotta az édesanyjától.
Abban az időben, amikor Szent Rennyo letelepedett a Yoshizaki templomban, Kiyo, egy földműves felesége egy közeli faluban, Jyurakúban élt. Az asszony elvesztette férjét, Yosanjit és két gyermekét. Anyósával, Omotóval élt egy fedél alatt. Kiyo Szent Rennyo tanításaiban találta meg élete értelmét, és rendszeresen eljárt a templomba. Omoto, aki féltékeny és barátságtalan természetű asszony volt, megpróbálta megakadályozni ebben. Kiyo azonban megtalálta a módját, hogyha máskor nem, legalább éjszakánként eljárjon a templomba.

A Bunmei időszak 4. évében (1472), március 20-a éjszakáján Omoto, előre tudván, hogy Kiyo megint a templomba készül, felvett egy démonmaszkot, mely még az őseitől maradt rá. Fehér kenderruhát öltött magára, összekócolta ősz haját és elrejtőzött Kotani bozótjaiban, a Yoshizaki templomhoz vezető ösvény mellett. Amikor megjelent Kiyo, aki éppen Amitabhához énekelt egy imát, a démon előugrott a bozótból, és elállta az utat. A váratlan jelenéstől Kiyo majdnem halálra rémült, de aztán sikerült megnyugodnia, és így szólt a démonhoz: „Ha meg akarsz harapni, harapj meg. Ha fel akarsz falni, faljál fel. Nem számít, mit teszel, mert sose leszel képes megingatni legyőzhetetlen hitemet Amitabha iránt.” Azzal folytatta Amitabhához szóló énekét, és sietve továbbment a Yoshizaki templom irányába.

Omoto hazatért, és megpróbálta levenni a maszkot, ám hiába erőlködött, meg sem bírta mozdítani. A végtagjai meggémberedtek, mozgatni sem tudta már őket. Az idő múlt, Kiyo egyszer csak hazaérkezett. Amikor belépett az ajtón, megpillantotta a démont, akivel Kotaniban találkozott. Kiyo először megijedt, de aztán meghallotta Omoto hangos sírását. Az asszony bevallotta: „Én voltam a démon.” Omoto őszinte szívvel bocsánatot kért a menyétől. Kiyo az imádság erejéről és Szent Rennyónak az üdvösségről szóló tanításáról beszélt Omotónak, és azt tanácsolta, hogy anyósa mondjon el egy imát Amitabhához. Amikor Omoto azt énekelte, hogy „namu-ami-dabutsu”, a maszk magától lehullt az arcáról, és az erő visszatért a végtagjaiba.

Onnantól kezdve Omoto is eljárt a Yoshizaki templomba, hogy meghallgassa Szent Rennyo tanításait. Anyós és menye igazi hívőkké váltak. A maszkot a két nő Szent Rennyo őrizetére bízta, és az egészen mostanáig a Yoshizaki templomban maradt.

### Onibaba
A különös hangzású filmcím két japán szóból álló összetétel. Az „Oni” sintó jelentése: démon. A „Baba” szó egy széles körben használt, de inkább pejoratív kifejezés az idős asszonyokra. Alighanem a lényegesen tiszteletteljesebb „O-Ba-Chan” szóból származik, aminek az általános jelentése ’nagymama’, azonban tiszteletre méltó idősebb férfiak megnevezésére is használják. Hachi az öregasszonyt többször is „Kuso-Babá”-nak nevezi, ami különösen tiszteletlen kifejezés, és ezt használja a szamurájtábornok is. A film címe tehát a démonná vált öregasszonyt jelenti, aki talán isteni büntetésként vált démonná, ámbár nem kizárt az az értelmezés sem, hogy csupán a menye látja annak.

### Szimbólumok

#### A gödör
„A gödör. Mély és sötét. Ez a sötétség ősidőktől fogva létezik.”
Ezekkel a szavakkal indul a film. A gödör nyilvánvalóan szimbólum is, nem csupán egy hely, ahová a két asszony a meggyilkolt és kirabolt áldozatokat dobálja. A gödör köti össze a holtak birodalmát az élőkével, és teljesen nyilvánvaló, hogy amikor az élők birodalmában háború dúl, a gödör sem fog üresen maradni. A gödör – formája révén – az anyaméhre is utal, de negatív értelemben, mivel nem az Élet kezdetét, hanem a végét szimbolizálja. Ugyanakkor a gödörbe került áldozatok halála az életet, a túlélést jelenti a két nő számára. Az Onibabában fontos motívum a szexualitás, és a gödörnek lehet ilyen jelentéstartalmat is tulajdonítani. Szimbolizálhatja a női szexuális vágyat, ami a férfiakat „feneketlen szakadék”-ba taszítja, és ami e film esetében a halállal egyenértékű. (Hogy a szexualitás és a halál mennyire összefüggő fogalmak, azt 12 évvel később egy másik japán film, Az érzékek birodalma (1976) mutatta be rendkívül érzékletesen.) Nem véletlen, hogy a film egyik jelenetében Hachi is ebbe a gödörbe kiáltja bele szexuális vágyait. A gödör ősidőktől fogva létező sötétsége azonban általános értelemben a halál és a pusztulás állandóan jelen lévő fenyegetését, a bűn kísértését jelenti.

#### A maszk
A maszk mint szimbólum elsősorban a gödörhöz, és ezáltal a halál fogalmához kapcsolódik. Először a nádasba tévedt szamurájtábornokon látható az álarc: azon a férfin, akinek a parancsára emberek százai haltak meg a csatákban. Amikor az öregasszony azzal vádolja, hogy ő az egyik okozója a szenvedéseknek, a szamuráj nem is tagadja felelősségét a pusztulásért. Maszkja elsődlegesen valószínűleg a lepra vagy a pestis külső jeleit fedi el, szimbolikusan azonban arra utal, hogy a háborúban játszott szerepe miatt a férfi emberi mivoltából kilépve démonná, a halál előhírnökévé és eszközévé vált, így sorsa is az, hogy a gödörben végezze azok között, akik részben általa kerültek oda. Az öregasszony azzal a céllal veszi magára az álarcot, hogy megakadályozza menye és Hachi szeretkezését. A szexualitás ebben a világban azonban a túlélést, az élet folytatásának lehetőségét jelenti, és az ebbe való beavatkozással az idős asszony a természet rendjével szegül szembe. Motivációi azonban nagyon is emberiek, hiszen neki is szüksége van a menyére a saját túléléséhez: „Egyedül nem tudok ölni!” – mondja az egyik jelenetben Hachinak. Ezenkívül neki is megvannak a maga természetes testi vágyai. Miután megleste a szerelmeskedő fiatalokat, a vágytól felhevülve és frusztrálva ölel át egy magas fát, amely egyrészt egyértelműen fallikus szimbólum, másrészt kopárságával, szárazságával az idős nőre utal vissza, akinek szexuális vágyaihoz a termékenység fogalma már nem kapcsolható. Shindô a látszat ellenére nem viszonyul egyértelműen negatívan az idős nő alakjához, sőt egy interjújában azt mondta, az öregasszony valójában magát a rendezőt szimbolizálja. A maszk nemcsak a büntetést jelenti a nőnek, hanem a kilépés lehetőségét addigi élete kereteiből, utat egy új világba. Paradox módon a maszk által „démon”-ná lett asszony ekkor döbben rá igazán emberi mivoltára: „Ember vagyok, nem démon!” – kiáltja kétségbeesetten a menyének, aki rémülten szalad el előle. Shindô szándékosan nyitva hagyja a kérdést a film végén, hogy vajon az idős nőnek is sikerült-e átugrania a mélység fölött.

#### A nádas
A film helyszíne egy susuki (japán pampuszfű, óriásnád) nádas, amely Shindô korábban említett nyilatkozata szerint hol fenyegető, hol lágy hullámzásával az egyént körülvevő társadalmat szimbolizálja. A magas, sűrű, hajladozó nád az egyszerű emberek fölé nő. A nád a fához hasonlóan fallikus szimbólum is, a férfiak uralta társadalom jelképe. (Érdemes megfigyelni, hogy csak a férfi szereplőknek van neve a filmben.) Ebben a társadalomban a férfiak közötti erőszak (a háború) elfogadott és megengedett, noha motivációi csupán a hatalom és a kapzsiság. A két nő kegyetlensége sohasem múlja felül a férfiak kegyetlenségét, számukra viszont az erőszak a túlélés eszköze, ők azért ölnek, hogy életben maradjanak, és kegyetlenségük csupán reakció a férfitársadalom kegyetlenségére. Ami egyébként a nádasban lejátszódik, annak mozgatóerői lényegében ugyanazok, mint ami a nádason kívüli eseményeknek: Ushi személyében a háború vámszedője is jelen van, a hajladozó nád között pedig éppúgy az erőszak, a szenvedély, a kapzsiság, a hatalomvágy, a halál és a testi vágyak tombolnak, mint a külvilágban. Ezt a mikrovilágot Shindô kamerája sosem a magasból (az „uralkodó osztály” szemszögéből), hanem mindig alacsony szögből mutatja.

### Feminizmus
Az Onibaba két főszereplője nő, méghozzá olyan nők, akiknek a szexualitása kiemelt szerepet játszik a történetben. Nemcsak a japán, hanem az egyetemes filmművészetben is kevés olyan filmet lehet találni az 1960-as évek első feléből, amely ezt a kérdést ennyire nyíltan tárgyalja. (Talán meghökkentő a párhuzam, de ebből a szempontból Ingmar Bergman egy évvel korábbi mesterműve, A csend állítható az Onibaba mellé.) Bizonyos értelemben az Onibaba akár feminista filmnek is tekinthető, hiszen benne két nő kerekedik a férfiak fölé. Ráadásul nemcsak végeznek hímnemű áldozataikkal, hanem mintegy férfiúi mivoltukban is megalázzák őket azzal, hogy megfosztják a férfiasságot jelképező fegyvereiktől és csupaszra vetkőztetik őket, hogy végül valamennyi tetemet abba a gödörbe dobják, amelynek gazdag szimbolikájáról fentebb már szó volt. A két asszony szinte az állatok szintjén él: mint zsákmányra vadászó vadak, úgy vetik magukat áldozataikra, legyen az akár egy sebesült szamuráj a vízben, vagy egy nádasba tévedt kisállat. Kichi (így hívták az idősebbik nő fiát, illetve a fiatalabbik nő férjét) halálhíre sem vált ki belőlük semmilyen mélyebb érzelmi reakciót. Emberi mivoltuk mélysége a szexualitás által bontakozik ki: a testiségen keresztül válik az addig szinte férfi módjára viselkedő fiatalasszony felszabadulttá, nőiességét és ezzel együtt járó vágyait felvállaló lénnyé. Ennek egyik szimbólumaként ízig-vérig női mivoltában, meztelenül kergetőzik kedvesével a nádasban (melynek fallikus jellegéről már esett szó), anyósával való kapcsolatában pedig kilép az addigi alárendelt szerepből, és határozottan megfogalmazza elvárásait. Hachi megjelenése az idős nőben is felébreszti a szexuális vágyat, és ez a vágy – a fiatalasszonyéhoz hasonlóan – bármennyire „állati”-nak mondható, mégis a természetes emberi lét felé történő elmozdulást jelenti.

### A forgatás érdekességei
- A film egyik gyártója, a Kindai Eiga Kyokai Shindô és Nobuko Otowa közös filmgyártó cége. Otowa a rendező filmjeinek gyakori szereplője volt, később feleségül ment Shindôhoz.
- A forgatás helyszínét először az Adachigaharán keresték. Az egyik rendezőasszisztens a Fudzsi környékén talált megfelelőnek tűnő helyszínt, de a terepet a hadsereg használta, és nem sikerült forgatási engedélyt kapni. Végül a Csiba prefektúrában található Inbanumában kezdődött el a munka. Shindôt lenyűgözte az ottani nádas hajladozása és susogása, melyet rendkívül érzékletesen sikerült a filmvásznon visszaadni. A körülmények elég mostohák voltak, részben az alacsony költségvetés miatt.[6] A munkát azonban legjobban a rovarok nehezítették meg: a forgatás fényeire összegyűlt bogarak belerepültek a beszélő színészek szájába. Végül a stáb kieszelt valamiféle csapdát a rovaroknak, ahonnan a tűzbe vetették őket.
- A szereplők öltözékét maga Shindô tervezte, a két színésznő pedig azokban aludt, hogy a ruhák minél viseltesebbeknek tűnjenek. Valamennyi díszletet – beleértve a stáb mindennapi életéhez szükséges létesítményeket is – a 8 rendezőasszisztens építette. A gödör nem igazi volt, hanem a földfelszín fölött épített díszlet. Erre azért volt szükség, mert a rendezőasszisztensek által a földbe ásott gödröt nem lehetett a forgatáshoz használni, ugyanis a mocsaras környéken rendszeresen ellepte a víz.
- A nappali jeleneteket természetes fényben vették fel, csak az éjszakai és kora reggeli felvételekhez használtak mesterséges világítást. Mesterséges fény mellett az ég fekete, a nádas pedig fehér színű volt, természetes fénynél pedig pont fordítva. Éppen ezért mindig nagyon kellett figyelni arra, hogy mikor a legkedvezőbbek a fényviszonyok és a szélmozgások a forgatásra.
- A maszkot egy kiotói maszkmester készítette. A rendező két darabot rendelt, hiszen a történet szerint a maszk eltörik. Az épen maradt példányt forgatás után Shindô vette magához. A maszk megihlette William Friedkin amerikai rendezőt is, aki híres horrorja, Az ördögűző (1973) számára terveztetett egy hasonló álarcot.
- Jitsuko Yoshimura szerette volna, ha a rendező kivágja a filmből azt a képsort, amelyben a fiatalasszony meztelenül szalad az éjszakai nádasban. A színésznő ugyanis a leforgatott anyag megtekintése után döbbent rá arra, hogy mennyire expresszív lett ez a képsor. Miután alakításáért elnyerte a Kék Szalag-díjat, felhagyott a vágásra vonatkozó kitartó kéréseivel.
- A Hachit alakító Kei Sato 8 mm-es amatőrfilmen örökítette meg a forgatás eseményeit. A mintegy 40 percnyi anyagban színes képsorok (!) is vannak.
- A brit cenzúrahivatal 1965-ben megtagadta a bemutatási engedélyt az Onibabától. 1968-ban felülbírálták a döntésüket, és „X” (Szigorúan csak felnőtteknek!) besorolással engedélyezték a premiert, de előtte néhány kisebb vágást kértek. Évekkel később videón és DVD-n a teljes változat jelenhetett meg.
- Shindô 2003-as filmje, A bagoly cselekménye erősen emlékeztet az Onibabára.

## Magyar kritikai visszhang
„Az Onibaba a háborúról szól. Vádirat a háború ellen, de nem afféle hatásos tanmese: öntörvényű, nagyszerű dráma. Hiteles, emberi figurák, hiteles, emberi tragédiák bontakoznak ki előttünk. Kaneto Shindô szinte minden egyes beállítása feszes, hibátlan kompozíció, mesterien teremt hangulatot és vetíti ki a természeti világba az emberekben dúló indulatokat.”

(Film Színház Muzsika, 1970)

## Főszereplők
- Nobuko Otowa (öregasszony)
- Jitsuko Yoshimura (fiatalasszony)
- Kei Sato (Hachi)
- Jukichi Uno (szamuráj)
- Taiji Tonoyama (Ushi)
- Senshô Matsumoto
- Kentaro Kaji
- Hosui Araya

## Kék Szalag-díj
- 1965 díj Jitsuko Yoshimura (legjobb mellékszereplő)
- 1965 díj Kiyomi Kuroda (legjobb operatőr)

## Külső hivatkozások
- Az Onibaba az Internet Movie Database oldalain
- Angol nyelven a filmről Archiválva 2008. február 14-i dátummal a Wayback Machine-ben
- Spanyol nyelven a filmről